# Szczuki (województwo mazowieckie)
Szczuki – wieś sołecka w Polsce położona w województwie mazowieckim, w powiecie makowskim, w gminie Płoniawy-Bramura.
| SIMC    | Nazwa     | Rodzaj    |
| ------- | --------- | --------- |
| 0517619 | Krasiniec | część wsi |

W okresie zaborów i w dwudziestoleciu międzywojennym miejscowość należała do gminy Zalesie w ówczesnym powiecie ciechanowskim, W latach 1975–1998 natomiast należała do województwa ostrołęckiego.
Przez miejscowość przepływa Węgierka, dopływ Orzyca.
Od 1 stycznia 1886 we dworze zarządcy pobliskiej cukrowni posadę domowej nauczycielki przyjęła Maria Skłodowska, późniejsza dwukrotna noblistka. Zakochała się z wzajemnością w synu zarządcy – Kazimierzu Żórawskim, późniejszym matematyku, rektorze UJ. Młodzi planowali pobrać się, lecz rodzice Kazimierza na ślub zgody nie wyrazili. Po czterech latach pracy u Żórawskich Maria opuściła dworek, który zachował się do XXI wieku. Następnie wyjechała za granicę, aby studiować na Sorbonie.